# Publicité subliminale

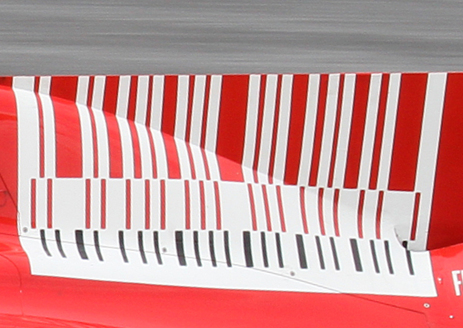
Exemple de publicité subliminale à code-barres (recadrée) pour la marque de cigarettes Marlboro, sur la Ferrari F10 du pilote de Formule 1 Fernando Alonso, en 2010.

La technique de la publicité subliminale affirmait manipuler le consommateur de façon inconsciente, et sans que celui-ci sache même que le produit lui avait été présenté.
L'histoire de la publicité subliminale remonte à 1956, au moment de la diffusion du film Picnic dans une salle de cinéma à New Jersey. 
Durant six semaines, pendant la projection du film, deux messages subliminaux, « Vous avez faim ? Mangez du pop-corn » et « Buvez Coca-Cola », sont insérés toutes les cinq secondes, à l'aide d'un tachistoscope, sur l'initiative d'un chercheur en marketing, James Vicary, par ailleurs inventeur du terme subliminal advertising. Il affirme obtenir des résultats remarquables et que la vente de pop-corn augmente de 58 % et celle du Coca-Cola de 18 %.
L'histoire, dévoilée dans les médias, soulève une vive polémique populaire sur l’usage de la publicité subliminale et des débats importants ont eu lieu dans les années 1950 sur les abus possibles de la perception subliminale à des fins de persuasion à l’insu du consommateur qui reçoit ce genre de publicité.
Des études postérieures, établiront que Vicary avait menti sur les résultats obtenus. Son intérêt était de se positionner comme consultant marketing et inventeur d'une technique de publicité révolutionnaire.
Le recours à la manipulation est inefficace pour susciter à lui seul une « attraction » envers le produit promu. Il peut tout au plus influencer ce à quoi pense le manipulé, mais c'est par nature le cas de toute publicité, ce que Le Monde résumait par cette formule lapidaire : on peut faire voir rouge, mais pas pour autant faire acheter rouge.
De façon plus simple, on élabore aujourd'hui une stratégie de distribution. L'une de ses étapes est le choix du support publicitaire convenable, celui qui touchera au mieux la cible visée et au moindre coût, de façon à assurer un bon retour en matière de ventes. Rien donc de très révolutionnaire, ni qui s'approche en quoi que ce soit de l'hypnose.